# Bröstförstoring

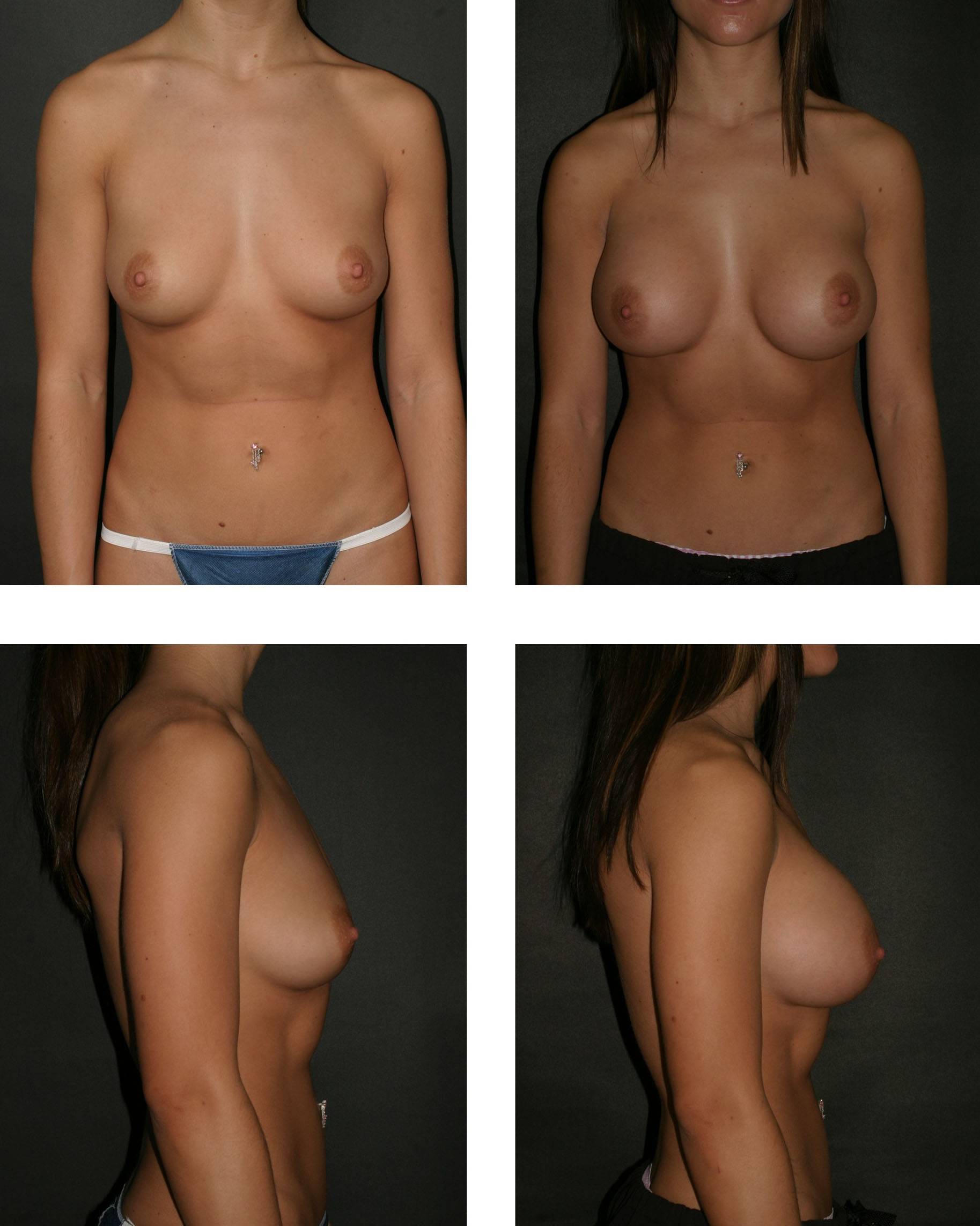
En kvinna före och efter bröstimplantat.

Bröstförstoring eller bröstaugmentation är en operation för att öka storleken på en kvinnas bröst. Vanligen sker detta genom att ett implantat innehållande antingen silikongel, flytande silikon eller koksaltlösning läggs in under den stora bröstmuskeln. Implantatet kan också placeras framför bröstmuskeln hos patienter som har mindre mängd egen bröstvävnad. En bröstförstoring kan göras av olika anledningar. Vanligast är att operationen görs av estetiska skäl, men samma procedur används även vid rekonstruktion efter bröstcanceroperation.
Bröstförstoring hör till de vanligaste ingreppen inom estetisk plastikkirurgi. Den vanligaste metoden är operation med inläggning av bröstimplantat.

## Implantat
Det finns två huvudtyper av bröstproteser, där höljet alltid är tillverkat av silikon medan innehållet antingen är saltvatten eller en gel av silikon. I dag är de flesta bröstproteser fyllda med silikon av en fastare typ som fyllning som kallas cohesive-gel. Cohesive-gel erbjuder i regel en mjukare konsistens, som liknar naturlig bröstvävnad, mindre risk för veck och ojämnheter, bättre anpassning till bröstvävnad, mindre besvär vid träning och rörelser än andra alternativ. Val av protes vid en bröstförstoring görs utifrån patientens förutsättningar, estetiska önskemål samt plastikkirurgens erfarenheter. Bröstets naturliga struktur och muskulatur avgör vilken typ av bröstprotes som används, och det går inte att utifrån urskilja med vilken typ av protes ett bröst är förstorat.
Formen på bröstimplantat är en annan faktor tas hänsyn till vid en bröstförstoring. Det finns två alternativ, runda och anatomiska bröstimplantat. Runda implantat är traditionella och har använts i drygt 50 år. För ett mer naturligt resultat utvecklades droppformade anatomiska implantat.

## Naturlig bröstförstoring
Naturlig bröstförstoring är en alternativmedicinsk benämning på bröstförstoring utan plastikkirurgi. Det sägs kunna ske med hjälp av hormontillskott eller bröstpumpar.[källa behövs] Inga tillförlitliga medicinska källor styrker dessa teorier.

### Att öka östrogenhalten
Vissa kvinnor upplever att hormonella preventivmedel kan ha en lätt förstorande effekt på brösten, men de flesta kvinnor upplever ingen märkbar förändring. Härifrån kommer många myter om att ökad tillförsel av det kvinnliga könshormonet östrogen skulle ha en förstorande effekt på brösten. Örter och växter med höga halter rekommenderas ofta som alternativ till kirurgisk bröstförstoring, men kan visa sig få direkt skadliga konsekvenser för kroppen och bidra till ökad risk för bröstcancer.